# Ferdinand Werne
Ferdinand Werne (* Sommer 1800 in Castrop, getauft am 3. August 1800 in Recklinghausen; † 2. September 1874 in Berlin) war ein deutscher Philhellene, Diplomat und Forschungsreisender.

## Leben
Ferdinand Werne wurde als Sohn eines Richters geboren und wuchs in Recklinghausen auf. 1812 zog die Familie, durch den Beruf des Vaters bedingt, nach Münster. Ferdinand Werne besuchte das Gymnasium Paulinum, an dem er 1819 das Abitur ablegte. Anschließend studierte er an der Universität Bonn Rechtswissenschaften. Während seines Studiums in Bonn wurde er 1819 Mitglied der burschenschaftlichen Allgemeinheit. 1820 war er einer der Gründer des Corps Guestphalia Bonn.
Von 1822 bis 1823 beteiligte Werne sich am griechischen Freiheitskampf gegen die Osmanen. Nach der Rückkehr nach Deutschland nahm er sein Studium wieder auf und schloss es erfolgreich ab. Er war Rechtsreferendar in Münster. Später trat in den diplomatischen Dienst Preußens ein. Während der großen Pest von 1836/1837 verweilte er in Konstantinopel. 1838 wurde er Kanzler bzw. Vizekonsul des preußischen Konsulats in Alexandria. Mit seinem Bruder Josef, einem Arzt, reiste er nach Khartum. Dort starb Josef Werne Anfang 1841.
Werne nahm ab Mai 1841 an der zweiten von drei Expeditionen teil, die Muhammad Ali Pascha zur Entdeckung der Nilquellen angeordnet hatte. Bezogen auf die hochgesteckten Ziele scheiterte diese Expedition, führte jedoch zu wertvollen wissenschaftlichen Erkenntnissen. Wernes Bericht ist das einzig erhaltene schriftliche Zeugnis.
1844 kehrte Werne nach Berlin zurück. Durch Vorträge und Schriften über seine Teilnahme an der zweiten Nilexpedition wurde er bekannt.
1852 suchte Werne in Neuwied seinen Studienfreund Heinrich Hoffmann von Fallersleben auf. 1854 erlitt er einen Schlaganfall, verbunden mit einer Lähmung der linken Lungenhälfte. Verarmt und vergessen starb Werne in einem Berliner Krankenhaus.

## Bedeutung als Forschungsreisender
Ferdinand Werne gilt als Entdecker des Quellgebiets des Weißen Nils. Er gelangte weiter flussaufwärts als jeder andere Europäer zuvor. Er erstellte detaillierte Beschreibungen der Geologie und Morphologie, der Flora und Fauna sowie der klimatischen Verhältnisse der Region. Zudem verfasste er ethnologische Schilderungen der dort lebenden Völker. Der britische Archäologe John W. Crowfoot, der die Bedeutsamkeit der Reisen und Entdeckungen Wernes in der englischsprachigen Welt bekannt machte, hob die Aufmerksamkeit und die Unvoreingenommenheit Wernes hervor und nannte ihn einen „Mann von aufrichtiger Menschlichkeit der legendär gefühlvollen deutschen Art“ („a man of genuine humanity of the legendary emotionful German type“). Seine umfassenden naturwissenschaftlichen und völkerkundlichen Sammlungen wurden vom Botanischen Garten Berlin sowie von Berliner Museen übernommen.

## Schriften
- Bericht über die Teilnahme an der 2. Expedition zur Entdeckung der Nilquelle. In: Allgemeine Preußische Zeitung, Nr. 204, 24. Juli 1844.
- Expedition zur Entdeckung der Quellen des Weißen Nil (1840–1841). Reimer, Berlin 1848.
- Feldzug von Sennaar nach Taka, Basa und Beni-Amer, mit besonderem Hinblick auf die Völker von Bellad-Sudan. zu Guttenberg, Stuttgart 1851.
- Reise durch Sennaar nach Mandera, Nasub, Cheli, im Lande zwischen dem blauen Nil und dem Athara. Duncker, Berlin 1852.
- Beitrag zur Kunde des Innern von Afrika. Die Völker Ost-Sudans und der Feldzug der Türken von Sennaar nach Taka, Basa und Beni-Amer. C.H. Beck, Stuttgart 1860.